# Eurides Cunha
Eurides Cunha (Campo Largo, 26 de junho de 1872 - Curitiba, 26 de junho de 1955) foi um advogado e político brasileiro.
Eurides foi prefeito de Curitiba entre junho de 1928 a 3 de outubro de 1930 e presidente do Estado do Paraná entre 1 de maio a 26 de junho de 1921 e 1 de junho a 21 de setembro de 1923
.

## Biografia
Filho do Coronel Domingos Cunha, chefe político de Campo Largo, formou-se em Direito pela Faculdade de Direito de São Paulo, em 1892, e por influência do pai, elegeu-se deputado estadual para a Assembléia Legislativa do Paraná em 1895, porém, como forma de protesto pela exclusão de colegas de partido, recusou-se a tomar posse e somente em 1910, após reeleger-se, cumpriu o mandato de deputado, sendo reeleito até 1918.
Exerceu a advocacia na cidade de Jaguariaíva, sendo eleito prefeito deste município em 1916.
Pelo Partido Republicano Paranaense, foi eleito primeiro vice-presidente do Estado do Paraná, na chapa do presidente Caetano Munhoz da Rocha e exerceu a presidência, interinamente, em duas oportunidades: de 1 de maio a 26 de junho de 1921 e de 1 de junho a 21 de setembro de 1923.
Em 1925 foi eleito deputado federal e em 1928 foi convidado, por Affonso Camargo, a ocupar a prefeitura da cidade de Curitiba, exercendo o cargo de prefeito entre junho de 1928 a 3 de outubro de 1930, sendo destituído na ocasião da Revolução de 1930.
Em seu mandato como prefeito de Curitiba, criou, entre outros benefícios ao município, o Matadouro Modelo de Curitiba, um abatedouro público, considerado, em 1929 (ano da inauguração), um dos mais modernos do Brasil e um dos primeiros a utilizar-se de câmaras refrigeradas no país.
Após sua saída da prefeitura da capital paranaense, abandonou a política, refugiando-se em sua  fazenda na cidade de Jaguaraíva e em 1946 veio morar numa chácara no bairro Portão (em Curitiba), vivendo neste local até o seu falecimento, em 1955.